# 13772 Livius
A 13772 Livius (ideiglenes jelöléssel 1998 SV163) a Naprendszer kisbolygóövében található aszteroida. Eric Walter Elst fedezte fel 1998. szeptember 18-án.